# 社会的弱者
社会的弱者（しゃかいてき じゃくしゃ、英: socially vulnerable）とは、一社会集団の成員でありながら、大多数の他者との比較において、著しく不利な、あるいは不利益な境遇に立たされる者（個人あるいは集団）のことである。

## 概説
身体的特徴（人種など）・思想的特徴（思想、宗教など）・所属社会の特徴（所属民族、国籍など）等に代表される個人あるいは一集団が持つ特徴によって、所属するより大きな社会集団の中で少数派の立場にあり、発言力も社会的な進出の機会も制約される、一般的な社会的少数者が第一に挙げられる。しかし、そればかりでなく、一社会集団の中で身体および身体能力、健康、学歴、年齢、生活形態、社会的スキル等の有無により、その発言力が限定され、生活上の利便を図ることも難しく、他の多くの人々に比べて、その生活の質において、著しく不利で傷つきやすい立場に置かれている人々のことをいう。

## 要因
社会的弱者が生み出される要因として、次のようなものが挙げられる。
- 所得格差による差別

低所得者を見下し、ひどく扱う社会的風潮。経済的弱者。
- 性別（雌雄の性差）による差別

女性の妊孕性のある身体への世間体からの社会的評価・扱いなど。性差別（女性差別・男性差別）。
- ジェンダー（社会的偏見の性差）による差別

性差による勤務時間や給与差、世間体からの評価・扱いなど。LGBT差別。
- アクセシビリティ

身体的能力、学歴、社会的スキルなどによる差別。交通弱者など。 極端な例だが、疫学的理由のない隔離なども挙げられる。
- 学歴による差別

義務教育より先の課程にある学校（高校～大学）を卒業したかによる差別。
日本では特に「高校に進学（卒業）していない」という理由だけで、中卒者を無条件に見下す差別（当人の責めに帰さない理由も含まれる）。
- 法律的・文化的な差別

国籍、人種、エスニシティー（民族性）による差別。
- マイノリティ

社会的に数の少ない集団、あるいは、発言力の弱い集団。
- 情報弱者（デジタル・ディバイド）

インターネットに接続する環境にないなど情報量が少ない者。
ブロードバンドの利用できない地域の居住者。

## その他の例
- 交通弱者は、自動車中心社会において、移動を制約される人（移動制約者）、または子供、高齢者などの交通事故の被害に遭いやすい人
- 買い物弱者（買い物難民）は、食料品や日用品などの買い物が困難になった人々
- 災害弱者は、社会的弱者ばかりがなるものではなく要介護認定や市町村条例等の基準によるもので、狭義には異なる。